# Heskin Hall
Pour les articles homonymes, voir Heskin (homonymie).
Heskin Hall est un manoir situé à Heskin, dans le Lancashire, en Angleterre. La construction de la maison actuelle commence en 1545, est un bâtiment Tudor qui est classé Grade I par Historic England.

## Histoire
En 1506, les terres sont vendues à Edmund Dudley, ministre du roi Henri VII. Dudley est exécuté par le roi pour trahison et les terres passent à sa veuve Elizabeth qui épouse plus tard Arthur Plantagenêt. La terre passe à John Dudley, 1er duc de Northumberland, en 1511, qui est ensuite exécuté par la reine Mary, et son fils Robert Dudley, 1er comte de Leicester, est l'un des favoris d'Elizabeth Ire. En 1556, le domaine est acheté par Richard Molyneux, qui achète également des terres à Mary Seymour, la veuve de Thomas Seymour qui est le père de Jeanne Seymour (épouse d'Henri VIII). Après la mort de Richard en 1568, le domaine passe à son fils William Molyneux. La maison reste la demeure de la famille Molyneux jusqu'en 1739, date à laquelle elle devient le siège de la famille Mawdesley, mais est vendue en 1744 à Alexander Kershaw. Alexander Kershaw ne s'est jamais marié et est décédé en 1788, son testament reconnait trois enfants, Edmund Newman Kershaw, John Copper et James Kershaw. Edmund étant l'aîné des enfants, il hérite de son père et la succession est ensuite transmise à son frère John Copper à sa mort. John meurt en 1833 comme son frère, sans aucun enfant provoquant un litige. Ce sont les héritiers de Mary Scott (née Kershaw), sœur d'Alexander Kershaw, qui héritent. En 1885, il est acheté par Henry Rawcliffe de Gillibrand Hall. Lord Lilford est la dernière personne à occuper la maison avec Lady Lilford (sa quatrième épouse), ancienne danseuse et actrice. Ils divorcent en 1969 et Lady Lilford obtient le domaine Heskin dans le cadre du règlement du divorce. Il est ensuite occupé par le Blackburn College comme centre de formation, suivi par Moben Kitchens comme bureaux et à des fins de formation à la vente, avant d'être utilisé aujourd'hui comme centre d'antiquités ouvert en 1995.

## Architecture
La maison actuelle, bien que portant une date de 1670 sur le mur avant, a été construite pour la première fois en 1545 en brique rouge avec des couches bleues et des pansements en grès.  Les toitures sont en ardoise bleue. Elle a un plan en forme de L et s'étend sur trois étages. La façade avant orientée sud est à pignons et est asymétrique. Il y a une tête de bec sur cette paroi avant portant la date de 1679 et les initiales d'Alexander Mawdesley. 
La maison est classée Grade I dans la Liste du patrimoine national d'Angleterre depuis 1952. Hartwell et Pevsner (2009) la décrivent comme « une maison très intéressante ». 